# Halvars
Halvars är en småort i Norrbärke socken i Smedjebackens kommun i Dalarnas län.